# Leão (estratego do Tema Anatólico)
Leão (em grego medieval: Λέων; romaniz.: Léon; em latim: Leo) foi um oficial bizantino do século VIII, ativo durante o reinado conjunto dos imperadores Heráclio, Tibério e Constantino IV (r. 668–685). Em 680/681, aparece como patrício e estratego do Tema Anatólico quando protesta contra a tentativa de Constantino de depor seus irmãos. Constantino o castiga cortando sua língua, mãos e pés, mas antes de ter sua língua cortada disse, Leão teria dito em voz alta que, tal como a Santíssima Trindade no céu, julgava que o Império Bizantino devia ser governado pelos três.